# Tetradenia tanganyikae
Tetradenia tanganyikae là một loài thực vật có hoa trong họ Hoa môi. Loài này được Phillipson mô tả khoa học đầu tiên năm 2008.